# Carl Mason

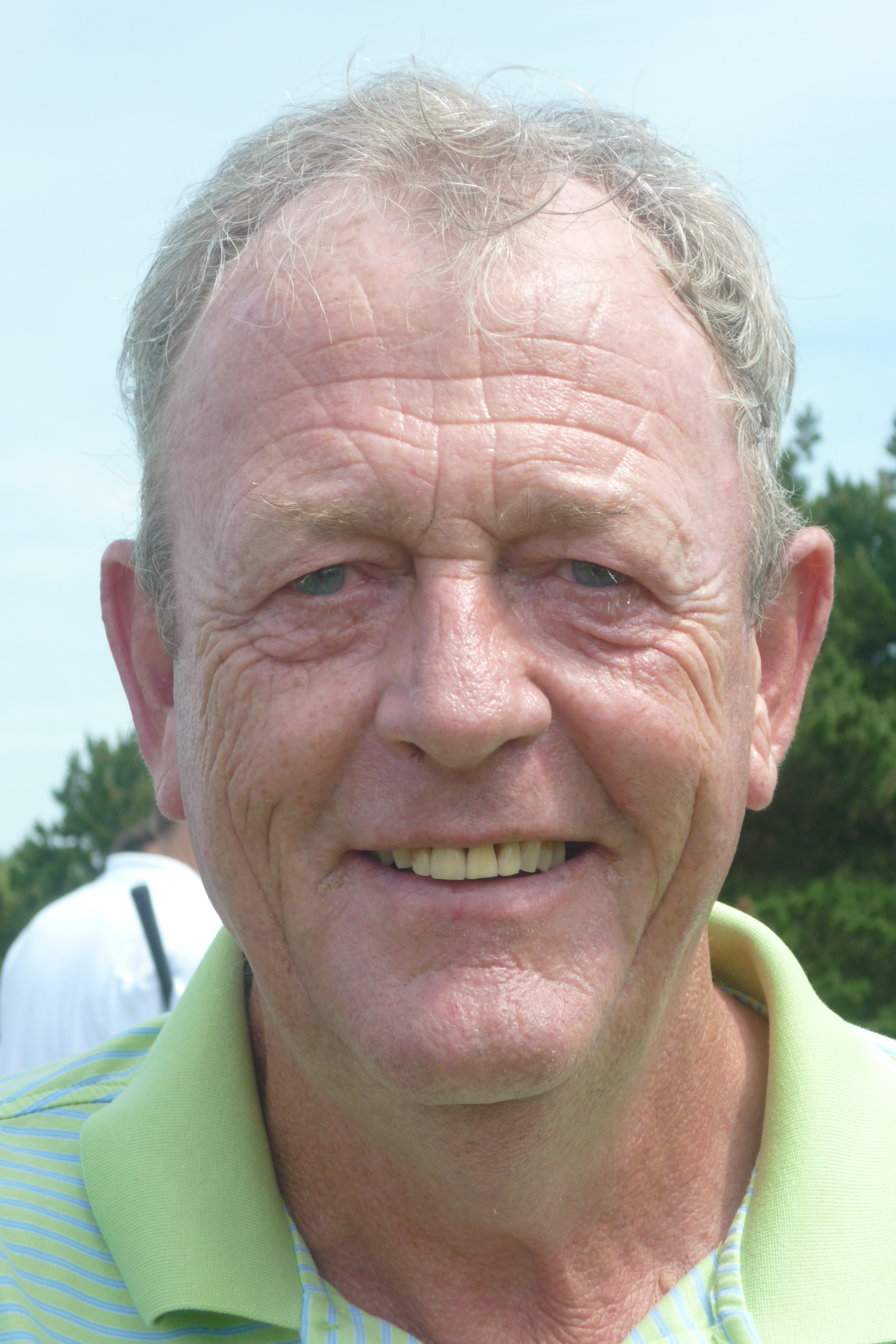
Van Lanschot Senior Open 2010.

Stuart Carl Mason (Oxfordshire, 25 juni 1953) is een Engelse professioneel golfer.

## Europese Tour
Op twintigjarige leeftijd werd Carl Mason professional, het jaar daarna speelde hij op de Europese Tour. Daar hield hij zich altijd wel staande, maar alleen in 1994 eindigde hij in de Top-20 van de Order of Merit (OoM). In dat jaar behaalde hij pas zijn eerste overwinningen, de Turespaña Masters in Andalusië en het veel belangrijkere Schotse Open op Gleneagles. Dat waren zijn enige twee overwinningen totdat hij in 2003 op de Seniors Tour ging spelen.

- 1994: Turespaña Masters, Schotse Open

## Andere tours
- 1975: Lusaka Open (Zambia)
- 1984: Zambia Open
- 1987: 555 Kenya Open

## Senior Tour
Vanaf 1999 hield hij enkele jaren een speel-pauze en werd referee op de European Senior Tour. In 2003 mocht hij daar zelf spelen en won meteen de OoM.  
In 2008 won hij voor de tweede keer het Seniors Open op  Bad Ragaz in Zwitserland. Hij maakte tijdens de tweede ronde een score van 66, zijn beste ronde ooit. Het was zijn 20ste overwinning op de Senior Tour.
In 2009 won MAson de Senior Masters in MArbella. Het was zijn 23ste overwinning op de Senior Tour en daarmee stond hij gelijk aan het record van Tommy Horton.

#### Gewonnen
- 2003: The Mobile Cup, The Daily Telegraph Turismo Andaluz Seniors Match Play Championship, Merseyside English Seniors Open, Estoril Seniors Tour Championship
- 2004: Tobago Plantations Seniors Classic, AIB Irish Seniors Open, The Daily Telegraph Turismo Andaluz European Seniors Match Play Championship, De Vere PGA Seniors Championship, ADT English Seniors Open
- 2005: De Vere Northumberland Seniors Classic, Ryder Cup Wales Seniors Open
- 2006: Europese Senior Masters, English Seniors Open, Seniors Open of Portugal
- 2007: Ryder Cup Wales Seniors Open, 11de Bad Ragaz PGA Seniors Open, European Senior Masters in Woburn, PGA Seniors Championship, Spaans OKI Castellon Open
- 2008: 12de Bad Ragaz PGA Seniors Open
- 2009: The De Vere Collection PGA Seniors Championship, Benahavís Senior Masters
- 2010: Bad Ragaz PGA Seniors Open
- 2011:  OKI Open de España Senior, Benahavís Senior Masters

#### Order of Merit
Als rookie op de Senior Tour won hij in 2003 de Order of Merit. Dat lukte hem opnieuw in 2004 en 2007. In 2007 noteerde hij 5 overwinningen en won daarmee de John Jacobs Trophy. 
- Officiële gegevens van de European Tour